# Ernst Öbster
Ernst Öbster (* 17. März 1984 in Bischofshofen) ist ein ehemaliger österreichischer Fußballspieler und jetziger -trainer.

## Spielerkarriere
Öbster begann beim SK Bischofshofen in der Jugend. Nachdem der Aufnahme ins BNZ Salzburg wurde er 2001 in die erste Mannschaft des SV Austria Salzburg geholt und gab als Siebzehnjähriger sein Debüt in der Bundesliga. Nach zwei Jahren bei Salzburg ging er ein Jahr leihweise in die Erste Liga zum LASK Linz. 2004 kehrte er zurück und konnte mit der Austria den Abstieg verhindern. Nach der Übernahme des Vereins durch Dietrich Mateschitz und dessen Unternehmen Red Bull spielte Öbster in der ersten Saison noch sieben Spiele. 
Im Sommer 2006 wurde er zu den Red Bull Juniors abgegeben, wo er es in der Ersten Liga auf 15 Einsätze für die Amateurmannschaft brachte. International spielte er elfmal für die österreichische U21-Auswahl. Er nahm an der U-19-Fußball-Europameisterschaft 2003 teil und kam mit der österreichischen Auswahl bis ins Halbfinale. In der Saison 2008/09 gehörte Öbster zu Saisonbeginn zum Stammpersonal, im Laufe der Saison wurde er dann sehr selten eingesetzt und kam im Endeffekt nur zu fünf Einsätzen. Im Sommer 2009 wechselte er zu den New York Red Bulls, wo er seinen Vertrag im März 2010 wieder auflöste. Zur Saison 2010/11 unterschrieb er beim Bundesliga-Aufsteiger FC Wacker Innsbruck, wechselte aber nur ein Jahr später aus familiären Gründen wieder nach Salzburg zum SV Grödig. Im Sommer 2013 wechselte Öbster wieder zum Linzer ASK, um mit dem Verein in die 2. Liga aufzusteigen.
Nach einem Intermezzo in Linz wechselte er 2015 zum SV Austria Salzburg, mit dem er eine Saison in der ersten Liga spielte. Aufgrund eines Lizenzverstoßes stieg er mit Austria Salzburg zweimal ab und landete schließlich in der Salzburger Liga. Daraufhin wechselte er 2018 zum SK Altheim und ein Jahr später zum SV Friedburg, bei dem er nach vier Spielzeiten im Sommer 2023 seine Karriere als Aktiver beendete.

## Trainerkarriere
Während seiner Zeit in Altheim fungierte Öbster als Co-Trainer der U-10-Mannschaft des Klubs und schloss kurz darauf seine Kurse für die ÖFB-D-Trainerlizenz ab. Nach seinem Wechsel zur SPG SV Friedburg/Union Pöndorf war er zumindest ab dem Sommer 2021 als Individualtrainer im Nachwuchsbereich der Spielgemeinschaft tätig und arbeitete während dieser Zeit an der UEFA-C-Lizenz, die er schließlich im April 2022 erhielt. Im Mai 2023 lösten Öbster und Nicola Rago den bisherigen Cheftrainer Franz Aigner als Trainer des Viertligisten ab. Noch im selben Monat verlängerte Öbster seinen Vertrag bis Sommer 2024 und startete im Juli 2023 – kurz nach Erhalt der UEFA-B-Lizenz – offiziell als Cheftrainer in die neue Saison.